# Fredbotnen
Der Fredbotnen ist ein vereister Bergkessel im ostantarktischen Königin-Maud-Land. In der Sverdrupfjella liegt er auf der Westseite der Rootshorga auf. 
Erste Luftaufnahmen entstanden bei der Deutschen Antarktischen Expedition (1938–1939). Norwegische Kartografen kartierten den Bergkessel anhand von Luftaufnahmen der Norwegisch-Britisch-Schwedischen Antarktisexpedition (NBSAE, 1949–1952) und der Dritten Norwegischen Antarktisexpedition (1956–1960). Sie benannten ihn nach dem Kanadier Ernest Frederick „Fred“ Roots (1923–2016), leitender Geologe bei der NBSAE.